# Портал юрского периода: Новый мир
«Портал юрского периода: Новый мир» (англ. Primeval: New World) — научно-фантастический сериал совместного производства британской компании Impossible Pictures и канадской компании Omni Film Productions для канадского канала Space, являющийся «спин-оффом британского сериала Портал юрского периода» (англ. Primeval).

## Сюжет
События разворачиваются после событий пятого сезона оригинального сериала. На территории Ванкувера начинают появляться доисторические животные. В этом оказываются повинны электромагнитные объекты — «аномалии», являющиеся порталами во времени и пространстве. Изучением аномалий и существ занимаются группа гражданских лиц под предводительством Эвана Кросса, состоящая из эксперта по хищникам Дилан Вэйр, специалиста по безопасности Мака Рэнделля и физика Тоби Нэнс.

## Производство
Съёмки проходили в Ванкувере в Канаде. Как и оригинальный сериал, Primeval: New World повествует о группе учёных и энтузиастов, которые изучают феномен аномалий и сражаются с доисторическими существами, попадающими через них в наше время. Кэйти Ньюмэн, представитель Impossible Pictures, охарактеризовал новый сериал как более «мрачный и страшный», чем оригинал. После показа на Space последней серии первого сезона, руководство канала объявило, что сериал закрыт в связи с низкими рейтингами и второго сезона не будет.

## Дистрибуция
В Канаде премьера первой серии состоялась на канале SPACE 29 октября 2012 года, в Великобритании — на канале Watch 8 января 2013 года, в Германии — на Pro7 5 апреля 2013 года, в России — на Sony Sci-Fi 18 мая 2013 года, в США — на Syfy Universal 8 июня 2013 года
.

## Актёрский состав
- Найалл Мэттер — Эван Кросс
- Сара Каннинг — Дилан Вэйр
- Кристал Лоу — Тоби Нэнси
- Миранда Фригон — Энджи Финч
- Джофф Густафссон — Кен Лидз
- Дэнни Рахим — Мак Ренделль
- Эндрю Ли Поттс — Коннор Темпл

## Эпизоды
| 1 | 13 | 8 января 2013 | 2 апреля 2013 |

1. Новый мир
2. Сисиутль
3. Боязнь полёта
4. Злые птицы
5. Развязка
6. Зачистка в Трёх приделах
7. Детки в лесу
8. Истина
9. Прорыв
10. Великий побег
11. Следствие
12. Звук грома, часть 1
13. Звук грома, часть 2

## Список существ
- Альбертозавр — гигантский плотоядный динозавр, родственник тираннозавра. Появляется во флэшбеках в первой и в восьмой сериях, а также в тринадцатой серии.
- Гигантские жуки юрского периода — появляются в третьей серии. В реальности таких животных не существовало.
- Гигантская стрекоза, возможно меганевра — расправленный экземпляр был показан в одиннадцатой серии в лаборатории проекта Магнит.
- Бронтоскорпио — гигантский скорпион силурийского периода. Появляется в двенадцатой и тринадцатой сериях. В реальности он был меньше.
- Демонозавры — мелкие плотоядные динозавры. Появляются в шестой серии.
- Лиценопсы — звероящеры из группы горгонопсидов. В пятой серии пара лиценопсов выбирается из аномалии в университете.
- Орнитолестесы — хищные тероподы, появившейся в седьмой и одиннадцатой сериях. Реальный орнитолестес был меньше и имел другие пропорции. Также существование рога у него на носу было опровергнуто.
- Пахицефалозавр — растительноядный динозавр. Появляется в восьмой и одиннадцатой сериях.
- Птеранодон — летающий ящер. В первой серии выбирается из аномалии и нападает на парашютиста. В двенадцатой серии пролетает на фоне.
- Титанисы — гигантские птицы из группы форораков. Появляются в четвёртой и десятой сериях.
- Титанобоа — гигантская змея. Появляется во второй серии.
- Трицератопс — рогатый растительноядный динозавр. Появляется в девятой серии.
- Ютарапторы — плотоядные динозавры. В первой серии выбрались из аномалии в Стэнли парке (англ. Stanley Park).